# خشونت در جام ملت‌های اروپا ۲۰۱۶

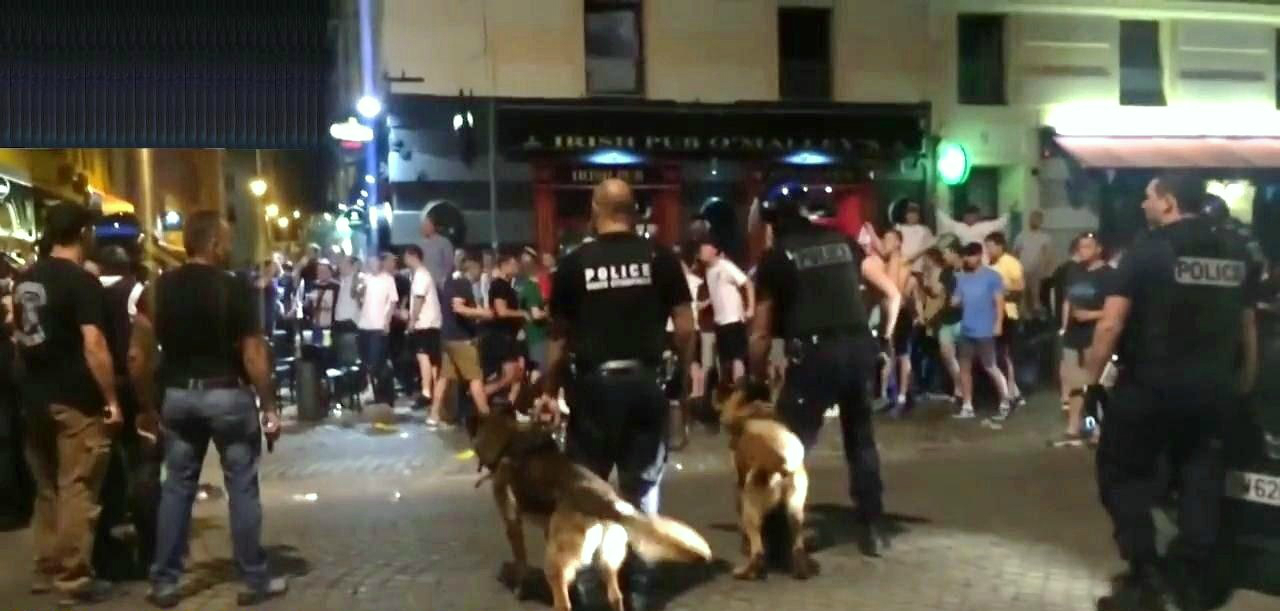
حضور گارد امنیت در جریان شورش مارسی

در جریان برگزاری جام ملت‌های اروپا ۲۰۱۶ به میزبانی فرانسه، چندین مورد درگیری و خشونت (هولیگانیسم فوتبالی) بین طرفداران برخی از تیم‌های حاضر در این دوره از مسابقات رخ داد. این درگیری‌ها که در محل برگزاری مسابقه‌ها و شهرهای نزدیک به ورزشگاه‌ها رخ داد، از سوی سازماندهندگان مسابقه‌ها و مقامات کشورهای در چندین کشور محکوم شد. به دنبال این خشونت‌ها، فروش مشروبات الکلی در برخی از مناطق جهت مصرف در خارج ار کافه‌ها و رستوران‌ها ممنوع اعلام شد.

## حوادث

### مارسی
در جریان درگیریهایی که در شهر مارسی بین طرفداران تیم فوتبال انگلستان و پلیس در روزهای ۹ و ۱۰ ژوئن رخ داد، پلیس از گاز اشک‌آور و ماشین آب‌پاش برای کنترل خشونت استفاده کرد.
در ۱۱ ژوئن و پس از بازی تیم‌های فوتبال انگلستان و روسیه، هواداران دو تیم در خیابان‌های مارسی به زد و خورد پرداختند که در جریان این درگیریها ۳۵ نفر زخمی شدند و پلیس چندین تن را بازداشت کرد.

### نیس
در تاریخ ۱۲ ژوئن ۲۰۱۶ در شهر نیس فرانسه، بین هواداران تیم ملی فوتبال ایرلند شمالی و فوتبال‌دوستان فرانسوی درگیریهایی رخ داد که بر اساس گزارش‌ها عامل و آغازگر این خشونت‌ها طرفداران متعصب فرانسوی موسوم به اولتراها بودند.